# Lotus 30
La Lotus 30 era una vettura da competizione e rappresenta l'unico tentativo effettuato da Colin Chapman per realizzare una vettura per il Gruppo 7 o per le gare del campionato CanAm. La vettura venne costruita nel 1964 e il suo progetto si deve a Len Terry. La vettura era dotata di una carrozzeria in fibra di vetro dalle linee sinuose e di un telaio nel quale una pickle fork costituiva la struttura portante che era stato utilizzato per la prima volta sulla vettura a motore anteriore Lotus Elan.
Sulla 30 la configurazione originale era stata rovesciata ed il motore era stato posto dietro al pilota La Lotus 30 era dotata di un motore Ford V8 da 4,7 l dello stesso tipo di quello montato sulla GT40 e del cambio sincronizzato a cinque marce prodotto dalla ZF. I cerchi erano da 13 pollici e con freni a disco su tutte le ruote.
La Lotus 30 viene ricordata come una vettura dallo scarso successo e anche come una auto pericolosa. In ogni caso quando tutto funzionava e nulla si rompeva si dimostrò una vettura incredibilmente veloce.
I limiti insiti nel progetto divennero evidenti come l'aumento della potenza e lo sviluppo della tecnologia degli pneumatici spinsero oltre i propri limiti il progetto. I problemi erano legati principalmente alla rigidità torsionale della struttura portante del telaio e ai materiali all'epoca disponibili che provocavano delle avarie al telaio stesso e alle sospensioni.
Jim Clark impiegò molto tempo su questa vettura e cercò di ottenere alcuni risultati positivi prima che venisse sostituita dalla Lotus 40 che utilizzava cerchi da 15 pollici e freni a disco autoventilanti oltre ad un motore di cilindrata maggiore. Purtroppo anche la Lotus 40 si dimostrò essere una vettura difficile come la 30 che andava a sostituire. Il più famoso commento su queste due vetture venne effettuato dal pilota statunitense Richie Ginther. Quando gli venne chiesto cosa pensasse della nuova Lotus 40 Ginther, un californiano pessimista, disse era simile alla Lotus 30 ma con più errori.
Lo sforzo però alla fine non fu una perdita di tempo totale in quanto questo telaio si dimostrò perfetto per le meno potenti Lotus Europa e, una volta sviluppato, venne usato sulla gamma Esprit.